# DOMi (pianiste)
DOMi, née Domitille Degalle le 2 mars 2000 à Metz, est une pianiste française de jazz. 

## Biographie
Née dans une famille d'amoureux de musique, Domitille commence le piano avec ses parents, tout comme son frère, Noé Degalle. Elle étudie dès 6 ans le piano classique au Conservatoire à rayonnement régional du Grand Nancy, tout en pratiquant déjà le piano jazz. A 10 ans, elle intègre la section jazz du conservatoire et quitte cet établissement avec un Diplôme d'études musicales classiques et un Diplôme d'études musicales jazz en poche. En 2015, elle entre au Conservatoire national supérieur de musique et de danse de Paris puis part, l'année suivante, étudier au Berklee College of Music de Boston pendant quatre ans, grâce à une bourse présidentielle américaine.
Dès les premiers jours de son arrivée à Boston, elle est filmée par d'autres élèves : ces vidéos deviennent très vite virales et dépassent le million de vues. Sa maîtrise rythmique, harmonique et mélodique ainsi que sa capacité à improviser et son niveau de déchiffrage impressionnent, et elle est remarquée par des musiciens américains tels que Louis Cole ou Jason Palmer, qui lui proposent des collaborations. En 2017, elle enregistre une vidéo dans les studios de l'école en duo avec Louis Cole et un album avec le Quintet de Jason Palmer en hommage à la chanteuse Anita Baker. 
Depuis 2018, elle forme avec le batteur américain JD Beck un duo de jazz, qualifié de « nouveau phénomène de la scène jazz [...] hip-hop »,,,,. Leur premier album intitulé Not Tight sort en 2022 sur le label d'Anderson .Paak, Apeshit. Il est nommé aux Grammys 2023 dans la catégorie "Meilleur album de musique instrumentale contemporaine", et DOMi et JD Beck sont nommés en tant que "Meilleurs nouveaux artistes".